# Neurigona subcilipes
Neurigona subcilipes är en tvåvingeart som beskrevs av Negrobov 1988. Neurigona subcilipes ingår i släktet Neurigona och familjen styltflugor. Inga underarter finns listade i Catalogue of Life.